# Aeroportul Internațional Panamá Pacífico
Aeroportul Internațional Panamá Pacífico (IATA: BLB, ICAO: MPPA) este un aeroport din Balboa⁠(d), Provincia Panamá, Panama ce deservește zona Panamá Pacífico⁠(d). Aeroportul a fost tranzitat în 2016 de 131.930 de pasageri. A fost numit după zona deservită.
Situat la o altitudine de 16 m, aeroportul dispune de o singură pistă.